# Gambell
Gambell is een plaats (city) op het eiland St. Lawrence in de Amerikaanse staat Alaska, en valt bestuurlijk gezien onder Nome Census Area.

## Demografie
Bij de volkstelling in 2000 werd het aantal inwoners vastgesteld op 649.
In 2006 is het aantal inwoners door het United States Census Bureau geschat op eveneens 649.

## Geografie
Volgens het United States Census Bureau beslaat de plaats een oppervlakte van
78,6 km², waarvan 28,2 km² land en 50,4 km² water.

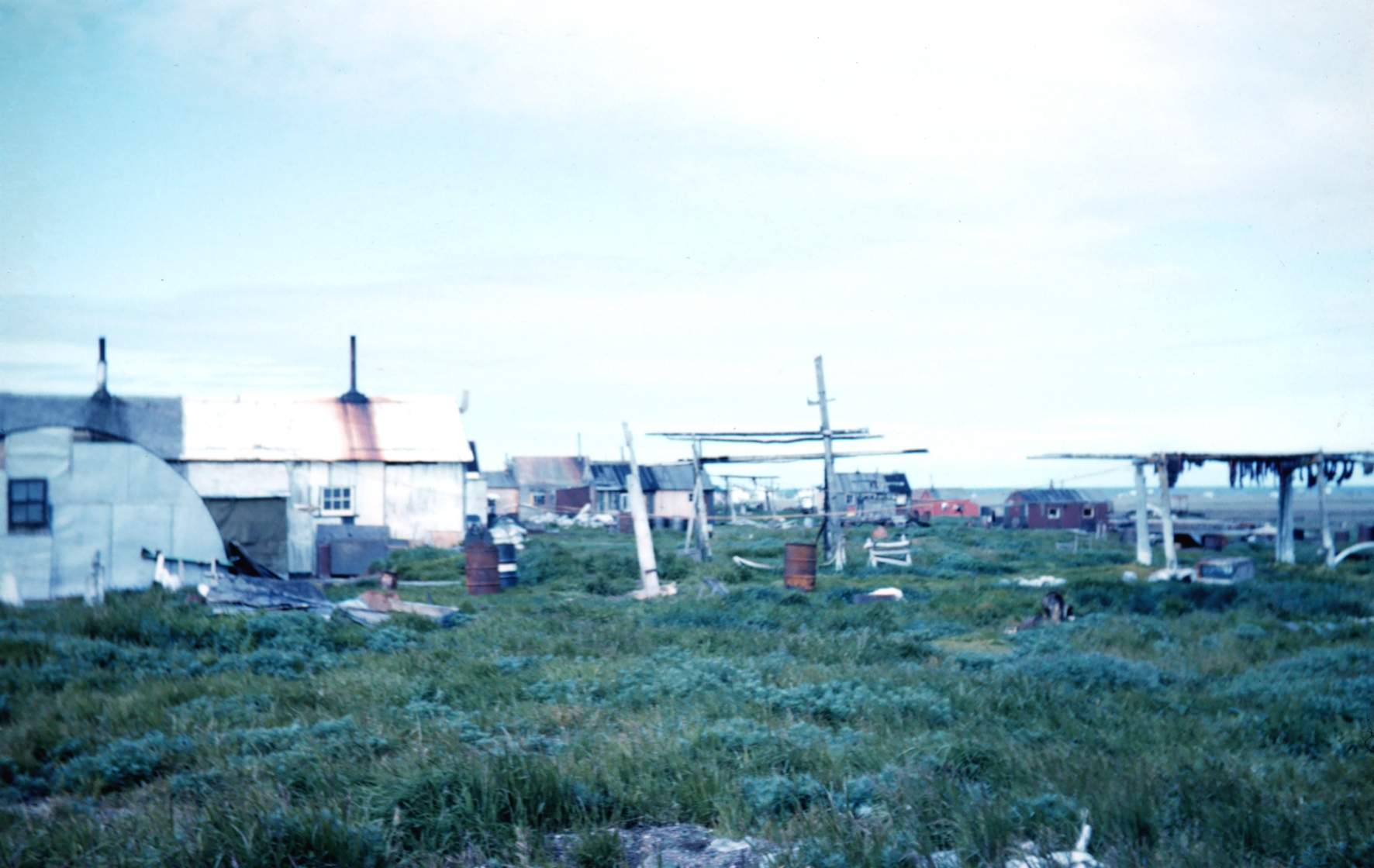
Gambell in 1960
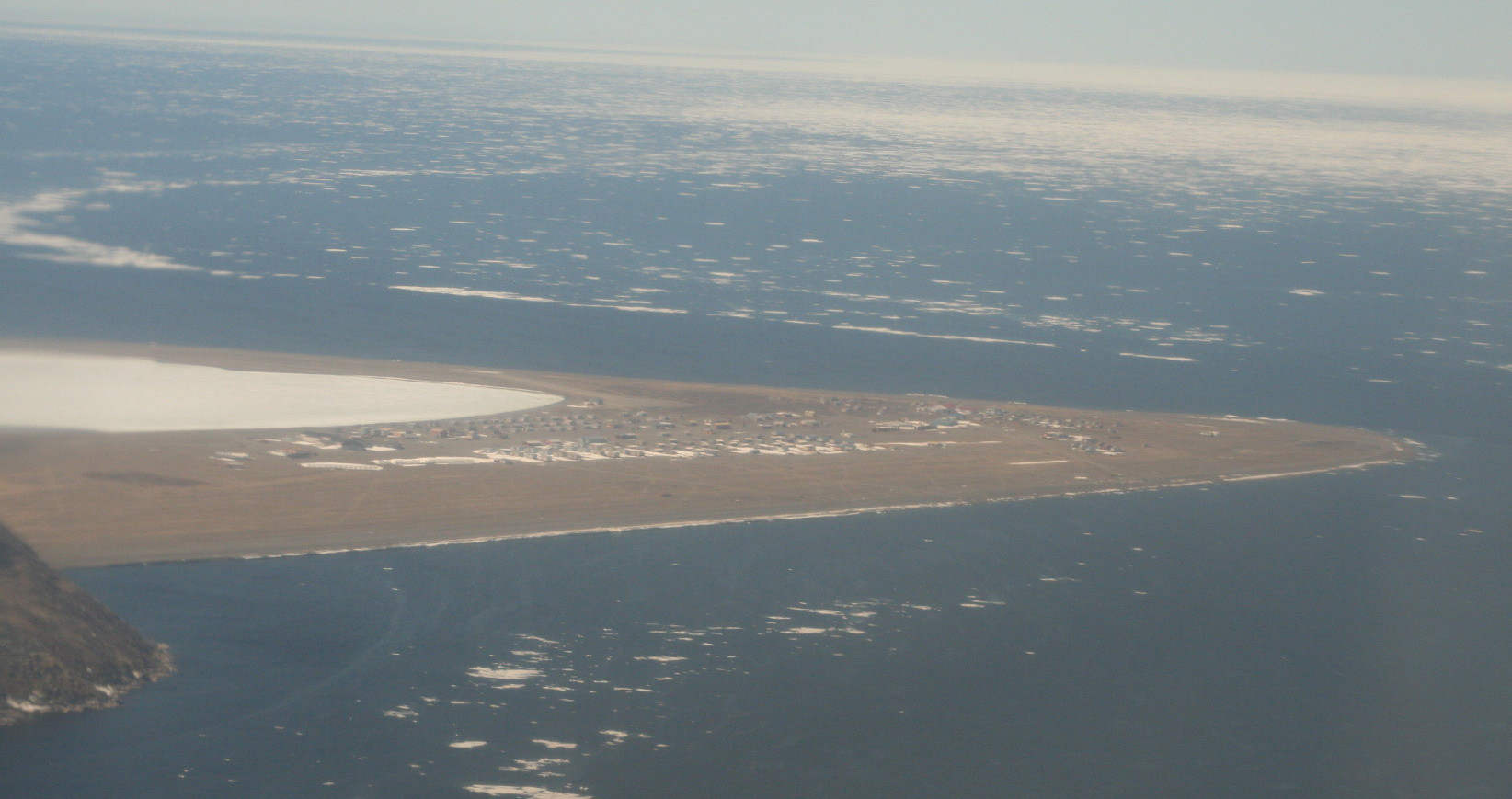
Luchtfoto van Gambel in 2006

## Plaatsen in de nabije omgeving
De onderstaande figuur toont nabijgelegen plaatsen in een straal van 260 km rond Gambell.